# Filiberto Luzzani
Filiberto Luzzani (Lodrone, 16 gennaio 1909 – Clissa, 17 settembre 1943) è stato un presbitero e botanico italiano, specialista della flora alpina trentina.

## Biografia
Nato a Lodrone di Storo entrò giovane nel seminario arcivescovile di Trento e fu ordinato sacerdote il 19 marzo del 1932. Fu cooperatore a Civezzano, Ala e Riva del Garda. Rinunciò alla parrocchia di Riva per la curazia  di Moerna in Val Vestino, incarico che mantenne fino al 1941.
Con lo scoppio della seconda guerra mondiale, Filiberto Luzzani fu richiamato alle armi come tenente cappellano degli alpini della divisione Tridentina impegnata sul Monte Nevoso durante la campagna di Jugoslavia.  L'8 settembre del 1943 lo colse in Croazia a Clissa di Spalato, cappellano del 25º Reggimento fanteria "Bergamo", e a seguito della resistenza delle truppe italiane agli attacchi dei partigiani titini, don Luzzani fu ucciso da una scheggia di un colpo di mortaio mentre si riposava nella tenda dei feriti .

## Il botanico
Cominciò a dedicarsi alla botanica ancora giovane da seminarista a Trento, erborizzò sul Monte Brione, nella Valle del Chiese e nella Val Vestino specialmente sul Monte Tombea e Caplone. Ha lasciato un consistente erbario al Seminario Maggiore Arcivescovile di Trento, oggi conservato presso il Museo Diocesano di Scienze Naturali "G. Bresadola" e una pubblicazione sulla flora trentina.
L'erbario di don Filiberto Luzzani può essere diviso in tre parti: un erbario principale in cui i campioni provengono soprattutto dal Trentino; un erbario "istriano" e uno con campioni provenienti dall'ex Africa orientale italiana. La collezione è conservata in 25 pacchi, di cui 18 per l'erbario principale e 6 per gli altri due. Il numero totale degli esemplari è 4.456.

## Scritti
- Aggiunte alla flora della Val del Chiese e dintorni, in Studi Trentini 13: 3-25, Trento, 1932